# 2018 VG18
2018 VG18 — транснептуновий об'єкт, відкритий 10 листопада 2018 року на 8-метровому японському телескопі Субару американськими астрономами під час пошуків гіпотетичної дев'ятої планети. Виходячи з вимірювань яскравості, можна припустити, що діаметр об'єкта повинен бути ≈ 500 кілометрів. Це перший об'єкт сонячної системи, який був виявлений на відстані понад 100 а.о. 2018 VG18 має рожевий відтінок; цей колір загалом пов'язаний з об'єктами, багатими на лід.